# 진사진

진사진의 위치

진사진(한국어: 금사진, 중국어: 金沙鎮, 병음: Jīnshā Zhèn)은 중화민국 진먼현의 진이다. 넓이는 41.19km2이고, 인구는 2015년 8월 기준으로 19,961명이다.

## 지리
다진먼섬(大金門島)의 북동부를 차지하고 남쪽으로 진후진과 접한다. 북쪽, 서쪽, 동쪽은 바다에 둘러싸여 있다.